# Indigo Blue
Ne doit pas être confondu avec Bleu indigo, le manga de Kou Fumizuki.
Indigo Blue (インディゴ・ブルー, Indigo·Burū) est le 3e manga yuri écrit et dessiné par Ebine Yamaji.

## Synopsis
Rutsu Nakagawa est une jeune écrivaine. Elle vit avec Ryûji, son responsable d'édition. Le hasard la fait rencontrer une de ses lectrices, Tamaki Yano. Cette dernière fait remarquer à l'écrivaine que dans une de ses nouvelles racontant une soirée très sensuelle, on ne connaît pas le sexe d'un des protagonistes qui n'est appelé que Y.
Troublée par cette rencontre, Rutsu sera confrontée à ces[Lesquels ?] choix amoureux.

## Tankōbon
La série est reliée en un volume, publié par Shōdensha au japon le 7 août 2004 puis dans la collection Asuka en France en avril 2005.
| no | Japonais        | Japonais      | Français         | Français      |
| no | Date de sortie  | ISBN          | Date de sortie   | ISBN          |
| -- | --------------- | ------------- | ---------------- | ------------- |
| 1  | 7 décembre 2002 | 4-39676-293-3 | 16 décembre 2004 | 2-84965-042-0 |